# Strelecké polia
Strelecké polia ( polsky Strzeleckie Pola německy Jägerbreiten maďarsky Vadász lejtő jsou plošná část Velké Studené doliny níže u pravého horního uzávěru pod Ostrým štítem a Širokou věží ve Vysokých Tatrách. Leží ve výšce 2100 - 2200 m n. m. a od Ostrého kotla je odděluje strmý skalní práh, který Poláci nazvali Wyżne Siwe Spady. Přes Strelecké polia vede jednosměrný  žlutě značený turistický chodník z Téryho chaty přes Priečne sedlo na Zbojnickou chatu. 

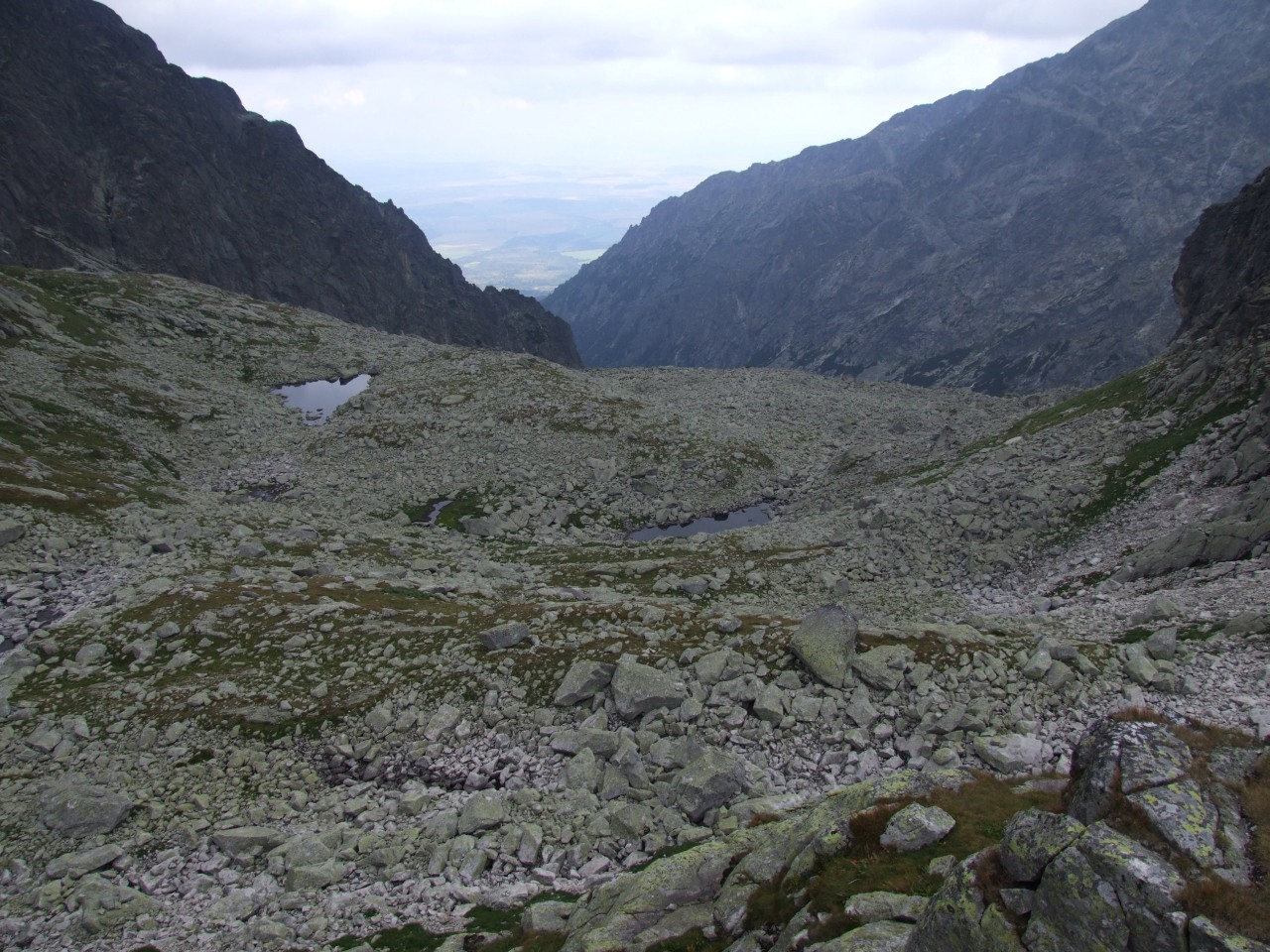
Strelecká kotlina a Strelecké polia

Na Streleckých poliach v níže položené Strelecké kotlině jsou Nižné Strelecké plesá a na úpatí Ostrého štítu Vyšné Strelecké plesá. 